# Герб Дніпропетровської області
Герб Дніпропетро́вської о́бласті — символічний знак, що виражає історичні й духовні традиції Дніпропетровщини. Разом із прапором становить офіційну символіку органів місцевого самоврядування та виконавчої влади Дніпропетровської області. Затверджений 19 березня 2002 року на сесії обласної ради рішенням № 518-22/XXIII «Про затвердження герба та прапора Дніпропетровської області», що надало геральдичним символам області офіційного статусу.

## Опис
Щит скошений перев'язом праворуч, утвореним сполученими золотою полум'яподібною лінією на лазуровому тлі та лазуровою хвилеподібною лінією на срібному тлі. Верхнє синє поле щита усіяне дев'ятьма золотими восьмипроменевими зірками (4:3:2), на нижньому срібному полі — козак у малиновому одязі з рушницею на лівому плечі та шаблею при боці. Щит розташований на золотому картуші, оточений наметом, утвореним синьо-золотим (праворуч) і червоно-срібним (ліворуч) акантовим листям, та коронований бурелетом — мантійним куполом, утвореним перевитими синьо-жовтими стрічками, над якими в обрамленні золотого колосся та дубового листя зображено Тризуб.